# 登士堡子镇
登仕堡子镇是中国辽宁省沈阳市法库县下辖的一个镇。

## 行政区划
登仕堡子镇下辖登仕堡子村、西登仕堡子村、小屯村、张家堡村、巴尔山村、达连屯村、严千户村、大辛屯村、石砬子村。